# 趙串珠
趙 串珠（ちょう かんじゅ、1114年 - ?）は、北宋の徽宗の第25皇女（夭逝を除いて第14皇女）。

## 経歴
徳妃崔氏（後に淑妃、庶人となった）の三女として政和4年（1114年）2月に生まれ、100日で（5月27日）、寧福帝姫の位を授けられた。
靖康の変後、金に連行され、陳王完顔宗雋の側室となった。金の天会8年（1130年）6月、次婦の位を授けられた。
天眷2年（1139年）7月、完顔宗雋が処刑された。天眷3年（1140年）2月、趙串珠は熙宗の宮に入れられた。皇統元年（1141年）、趙串珠は夫人の位を授けられた。以後の動静は不明であるが、『三朝北盟会編』（1162年完成）によると、同書の頃まで金で健在であったという。

## 子女
- 完顔氏（男子） - 完顔宗雋との子。父の処刑後、冷山に移住した。

## 伝記資料
- 『靖康稗史箋證』
- 『宋会要輯稿』